# 法伊施特里茨河畔格尔斯多夫
法伊施特里茨河畔格尔斯多夫是奥地利施蒂利亚州魏茨县的一个市镇。总面积19平方公里，总人口1229人，人口密度64.7人/平方公里（2005年）。